# Джордж Скотт (боксер)
Джордж Скотт (швед. George Scott, раніше Джордж Крамне (англ. George Cramne),  20 грудня 1966) — шведський боксер ліберійського походження, олімпійський медаліст.

## Аматорська кар'єра
На чемпіонаті Європи 1987 програв у першому бою Даріушу Коседовському (Польща).
На Олімпійських іграх 1988 завоював срібну медаль.
- В 1/16 фіналу переміг Джона Елсон Мкангала (Малаві) — 5-0
- В 1/8 фіналу переміг Майкла Каррута (Ірландія) — KO-1
- У чвертьфіналі переміг Чарлі Кейна (Велика Британія) — 4-1
- У півфіналі переміг Нергуїн Енхбат (Монголія) — 3-2
- У фіналі програв Андреасу Цюлову (НДР) — 0-5

На чемпіонаті Європи 1989 програв у другому бою Кості Цзю (СРСР).
На чемпіонаті Європи 1991 програв у другому бою Марко Рудольфу (Німеччина).

### Виступи на Олімпіадах
| Олімпіада | Дисципліна | Місце |
| --------- | ---------- | ----- |
| Сеул 1988 | легка вага |       |

## Професіональна кар'єра
1991 року дебютував на профірингу. 17 лютого 1994 року переміг Гомера Гіббінса в бою за титул WBC Continental у першій напівсередній вазі.
27 серпня 1994 року достроково програв володарю титулу IBF у першій напівсередній вазі пуерториканцю Джейку Родрігесу.
7 жовтня 1995 року переміг Рафаеля Руеласа в бою за титул чемпіона світу за малозначимою версією WBU у легкій вазі.
28 лютого 1998 року програв Стіві Джонстону (США) в бою за титул чемпіона світу за версією WBC в легкій вазі.
17 листопада 2001 року програв Джанлукі Бранко (Італія) в бою за титул чемпіона Європи за версією EBU у першій напівсередній вазі, після чого припинив виступи.

## Зовнішні посилання
- Досьє на sport.references.com [Архівовано 6 лютого 2012 у Wayback Machine.]
- Джордж Скотт(англ.) — статистика професійних боїв на сайті BoxRec